# بلک اوک، وایت ریور تاونشیپ، شهرستان واشینگتن، آرکانزاس
بلک اوک (به انگلیسی: Black Oak) یک منطقهٔ مسکونی در ایالات متحده آمریکا است که در شهرستان واشینگتن، آرکانزاس واقع شده‌است. بلک اوک ۲۰۹ نفر جمعیت دارد و ۳۹۲ متر بالاتر از سطح دریا واقع شده‌است.